# Џенива (Небраска)
Џенива (енгл. Geneva) град је у америчкој савезној држави Небраска.

## Демографија
По попису из 2010. године број становника је 2.217, што је 9 (-0,4%) становника мање него 2000. године.
| Група             | 2000.         | 2010.         |
| Белци             | 2.198 (98,7%) | 2.092 (94,4%) |
| Афроамериканци    | 1 (0,0%)      | 28 (1,3%)     |
| Азијати           | 0 (0,0%)      | 1 (0,0%)      |
| Хиспаноамериканци | 18 (0,8%)     | 69 (3,1%)     |
| Укупно            | 2.226         | 2.217         |